# В лабиринте молчания
«В лабиринте молчания» (нем. Im Labyrinth des Schweigens) — немецкий фильм-драма режиссёра Джулио Риччарелли, вышедший на экраны в 2014 году. В главной роли снялся актёр Александр Фелинг.
Картина была выдвинута от Германии на премию «Оскар» за лучший фильм на иностранном языке, церемония вручения которой состоялась 28 февраля 2016 года, и вошла в шорт-лист из девяти картин.

## Сюжет
Фильм повествует о подготовке и проведении так называемых «Освенцимских процессов» — судах над надзирателями, охранниками и другими работниками концлагеря Освенцим (Аушвиц), которые проходили во Франкфурте-на-Майне в 1960-х годах.
Действие фильма начинается в 1958 году. Йоханн Радманн (Александр Фелинг) — молодой прокурор, деятельность которого в основном заключается в разборе дел, связанных с нарушениями дорожного движения. Через журналиста Томаса Гнилку (Андре Шимански) Радманн знакомится с выжившим узником Освенцима Симоном Киршем (Йоханнес Криш), который сообщает ему, что он узнал одного из бывших лагерных надзирателей, который теперь работает школьным учителем.

## В ролях
| Актёр               | Роль                              |
| ------------------- | --------------------------------- |
| Александр Фелинг    | Йоханн Радманн — молодой прокурор |
| Андре Шимански      | Томас Гнилка — журналист          |
| Фридерике Бехт      | Марлен Вондрак — подруга Радманна |
| Йоханнес Криш       | Симон Кирш                        |
| Ханси Йохманн       | Эрика Шмитт — секретарша          |
| Йоханн фон Бюлов    | Отто Халлер — коллега Радманна    |
| Роберт Хунгер-Бюлер | Вальтер Фридберг — прокурор       |
| Лукас Мико          | Герман Лангбайн                   |
| Герт Фосс           | Фриц Бауэр — генеральный прокурор |

Актёры и роли приведены согласно информации на официальном сайте фильма.

## Премьера и прокат
Мировая премьера фильма «В лабиринте молчания» состоялась 12 сентября 2014 года на Международном кинофестивале в Торонто.
Прокат фильма в Германии, Австрии и  Швейцарии начался 6 ноября 2014 года.
Ограниченный прокат фильма в США начался 25 сентября 2015 года.

## Критика
В целом оценки критиков оказались положительными. На сайте Rotten Tomatoes 81 % критиков из 74 дали киноленте положительную оценку. На Metacritic фильм имеет рейтинг 62 % на основании 19 рецензий.

## Награды и номинации
- 2015 — премия Bayerischer Filmpreis[нем.] лучшему актёру (Александр Фелинг)[10].
- 2015 — 4 номинации на премию Deutscher Filmpreis: лучший фильм (Якоб Клауссен, Сабине Ламби, Ульрике Путц), лучший сценарий (Джулио Риччарелли, Элизабет Бартель), лучшая мужская роль второго плана (Герт Фосс, посмертно), лучшая музыка (Себастьян Пилле, Ники Райзер).
- 2015 — участие в конкурсной программе Индийского кинофестиваля.
- 2015 — номинация на премию «Спутник» за лучший международный фильм.
- 2016 — номинация на премию «Сатурн» за лучший международный фильм.
- 2016 — номинация на премию «Серебряная лента» в категории «лучший режиссёр-дебютант» (Джулио Риччарелли).